# Paul within Judaism
Paul within Judaism („Paulus innerhalb des Judentums“) ist eine Forschungsrichtung innerhalb der neutestamentlichen Exegese, die auf der New Perspective on Paul aufbaut und über diese hinausführt. Neutestamentler, die sich dieser Richtung zuordnen, befassen sich mit Paulus von Tarsus in seinem jüdischen Kontext. Während die traditionelle Fragestellung „Paulus und das (hellenistische, palästinische, Diaspora- usw.) Judentum“ lautet, geht es hier um das Jude-Sein des Paulus. Die Wahrnehmung des Paulus als „christlicher“ Theologe wird abgelehnt.

## Vorläufer
Nach dem Holocaust befassten sich jüdische Forscher mit Paulus als einem Juden der Antike, auf den sich aber auch der spätere christliche Antisemitismus berief. Es kam zu einer Neubewertung. Die früher bei jüdischen wie christlichen Autoren gängige Kennzeichnung des Paulus als Apostaten, der mit der Religion seiner Vorfahren gebrochen habe, setzte in anachronistischer Weise voraus, „zu Beginn der Wirksamkeit des Paulus schon vom Christentum als einer eigenständigen, vom Judentum losgelösten Größe zu sprechen.“ Um deutlich zu machen, dass Paulus Jude blieb, wurde nun von einer „Berufung“ statt „Bekehrung“ des Paulus gesprochen.
Ed Parish Sanders als ein Hauptvertreter der New Perspective on Paul bestritt die in der älteren Forschung gängige These, das palästinische Judentum habe eine „Werkgerechtigkeit“ vertreten, die Paulus bekämpft habe. Vielmehr charakterisierte er dieses Judentum als „Bundesnomismus“ (covenantal nomism), eine Spielart des Ethnozentrismus, die Gottes Gnade auf die Menschen beschränkte, die einen jüdischen, auf die Tora orientierten Lebensstil pflegten, und Nichtjuden davon ausschloss. Die einfache Frage, mit der Paulus rang, war demnach, ob Nichtjuden den jüdischen Lebensstil übernehmen mussten, wenn sie an Christus glaubten. Im Ergebnis war das antike Judentum als Gegenüber des Paulus auch für Sanders und seine akademischen Schüler defizitär; der Vorwurf der Gesetzlichkeit war nur durch den Vorwurf des Nationalismus ersetzt worden. Diese Beobachtung wurde für Kritiker zum Anlass, über die New Perspective on Paul hinauszugehen.

## Kennzeichen
Paul within Judaism ist ein Netzwerk von Neutestamentlern, die durch einige gemeinsame Annahmen verbunden sind:
- Wenn Paulus den Begriff Ἰουδαισμός Ioudaismós gebraucht, so ist das am besten als jüdischer Lebensstil, jüdische Lebensweise zu übersetzen. Zu seiner Zeit gab es eine Vielfalt solcher Lebensstile, weshalb in der Literatur manchmal auch von Judaisms („Judentümern“) die Rede ist. Wenn Paulus von seinem früheren Leben im Ioudaismós schreibt (Gal 1,13–14 ZB), so bezieht er sich auf eine spezielle, nämlich die pharisäische jüdische Lebensweise, welche aggressiv gegen Christen vorging (woran sich Paulus früher selbst beteiligt hatte).
- Es wird vorausgesetzt, dass Paulus selbst gemäß der Tora lebte, sei es aus Gewohnheit oder aus Überzeugung. Er war dagegen, dass nichtjüdische Männer sich der Beschneidung unterziehen mussten, wenn sie Christen sein wollten. Er erwartete aber von seinen nichtjüdischen Missionsgemeinden eine Annäherung an den jüdischen Lebensstil: Monotheismus, Sexualethik, Messianismus, Zustimmung zur Erwählung Israels, zur Autorität der Tora und der Propheten.
- Die nichtjüdischen Missionsgemeinden, die Paulus gegründet hatte, werden demnach nicht in das Bundesvolk Israel integriert oder sind gar das wahre Israel. Vielmehr wird angenommen, dass Paulus für sie eine Gruppenidentität aufgrund von Messianismus und einem niedrigen Level der Toraobservanz schaffen möchte, ohne dass sie damit zu Juden oder Proselyten würden.
- Schließlich wird jede Art von christlicher Substitutionstheologie abgelehnt.

## Kritikpunkte
Wenn vorausgesetzt wird, dass jüdische Lebensstile zur Zeit des Paulus vielfältig waren, so ist wenig damit gewonnen, das Jude-Sein des Paulus zu bekräftigen; nötig wäre die Profilierung des von ihm gelebten Judentums im damaligen Spektrum der Möglichkeiten. Wenn angenommen wird, dass Paulus die Unterscheidung von Israel und Völkerwelt für so grundsätzlich hielt, dass Nichtjuden auch durch den Christus-Glauben nicht zum Bundesvolk Israel stoßen konnten, so steht das im Widerspruch zu einigen Aussagen des Paulus, z. B. Gal 3,28  und Röm 3,21–23 . Paulus bedachte christusgläubige Nichtjuden mit Ehrentiteln Israels (Kinder Gottes, Nachkommenschaft Abrahams). Paulus wies in 2 Kor 11,24  darauf hin, dass er sich mehrmals der Synagogenstrafe der Geißelung unterzog. Das lässt sich als Toraobservanz verstehen, denn er hätte sich in der jüdischen Diaspora einer solchen Züchtigung ja nicht aussetzen müssen. Es zeigt aber, andererseits, dass Paulus in zeitgenössischen jüdischen Gemeinden sehr negativ wahrgenommen wurde. Dies wiederum ist verständlich, wenn man die im antiken Judentum beispiellose negative Konnotierung der Tora mit Sünde, Gottes Zorn, Fluch und Tod in den Paulusbriefen bedenkt.